# E-Pro
E-Pro är en låt av Beck. E-Pro släpptes som singel och återfinns på albumet Guero, utgivet den 29 mars 2005. 
Låten är med i TV-spelet Rock Band 2.
Beck har spelat låten live över 300 gånger.